# Bakauheni
Bakauheni ist eine Hafenstadt an der Südspitze der indonesischen Insel Sumatra.
Bakauheni liegt im Regierungsbezirk Lampung Selatan in der Provinz Lampung, südlich von der Hauptstadt Bandar Lampung. Die Stadt Bakhauheni bildet eine eigene Verwaltungseinheit (Desa) und liegt im gleichnamigen Distrikt (Kecamatan).
In der Stadt beginnt der Trans-Sumatra-Highway, der quer durch Sumatra in den Norden bis nach Banda Aceh führt.
Eine wichtige Fährverbindung führt über die Sundastraße nach Merak auf der Nachbarinsel Java. 
Unweit des Hafens erhebt sich auf einem Hügel der Siger Turm.